# Tetranychus viticis
Tetranychus viticis är en spindeldjursart som beskrevs av Ma och Yuan 1975. Tetranychus viticis ingår i släktet Tetranychus och familjen Tetranychidae. Inga underarter finns listade i Catalogue of Life.